# Friedensplatz (Bonn)
La Friedensplatz est une place du centre-ville de Bonn.
L'endroit est à l'origine devant la Sterntor et le site du marché aux bestiaux. Après la démolition de la Sterntor, on appelle la place Friedrichsplatz de 1899 à 1922 et pendant le Troisième Reich (1933-1945) Adolf-Hitler-Platz. À partir de 1945, elle est à nouveau appelée la place de la paix.
De 1897 à 1929, la gare de Bonn Viehmarkt (en 1899 Bonn Friedrichplatz et en 1922 Bonn Friedensplatz) se situe au centre de la place, est le terminus de la Vorgebirgsbahn. En 1906, il devient une plaque tournante du réseau de tramway. En 1913, la Friedensplatz reçoit le bureau principal de la caisse d'épargne municipale à Bonn. Peu de temps avant la fin de la Première Guerre mondiale, l'endroit est frappé le 31 octobre 1918 lors d'un raid aérien britannique par une bombe qui tue 16 personnes et cause des dommages considérables aux maisons environnantes. Le bâtiment de la caisse d'épargne sert de quartier général local du gouvernement militaire britannique et de la Haute commission alliée (brièvement) après la Seconde Guerre mondiale jusqu'en 1949. En 1955, il est démoli pour un nouveau bâtiment de la caisse d'épargne municipale à Bonn d'après un projet d'Ernst van Dorp. En 1960, une partie du ministère fédéral des Transports se situe dans ce bâtiment. Depuis 1974, la Friedensplatz se situe en bordure de la zone piétonne, raison pour laquelle le tramway est déplacé dans la rue Thomas Mann. À la place, un arrêt de bus est mis en place à Friedensplatz.
Au milieu des années 1980, la Friedensplatz est réaménagée selon les plans de Joachim Schürmann, qui prévoit la construction d’un parking public souterrain. En 2010, le bâtiment Sparkasse est démoli et reconstruit au même endroit jusqu'au début de 2014.

## Source, notes et références
- (de) Cet article est partiellement ou en totalité issu de l’article de Wikipédia en allemand intitulé « Friedensplatz (Bonn) » (voir la liste des auteurs).